# 帶斑擬麗魚
帶斑擬麗魚，為輻鰭魚綱鱸形目隆頭魚亞目慈鯛科的其中一種，被IUCN列為易危保育類動物，分布於非洲馬拉威湖流域，體長可達10.5公分，棲息在底層水域，雄魚具有領域性，可作為觀賞魚。

## 擴展閱讀
維基物種上的相關：帶斑擬麗魚